# Cristian Tovar
Cristian Camilo Tovar Angola (Villavicencio, 6 maggio 1998) è un calciatore colombiano, difensore dell'América de Cali.

## Carriera

### Club
Cresciuto calcisticamente nel Deportes Tolima, con cui esordisce in prima squadra nel 2017, viene ceduto al Deportivo Pasto due anni dopo, rimanendovi fino al 2023. Con la formazione rosso-blu, oltre ad aver esordito nelle competizioni sudamericane per club, ha disputato oltre cento match di campionato.
Il 27 giugno 2023, viene ceduto alla formazione moldava dello Sheriff Tiraspol.

### Nazionale
Ha giocato nel 2015 il Campionato sudamericano under-17.